# Friedrich Konrad
Friedrich Konrad (* 14. September 1921 in Prag, Tschechoslowakei) ist ein deutscher Lehrer. Er war der erste Lebenszeitbeamte, gegen den aufgrund des Radikalenerlasses von 1972 ein Disziplinarverfahren eingeleitet wurde.
Konrad wurde 1946 nach Deutschland ausgewiesen, studierte in Erlangen erst Geisteswissenschaften, später für das Lehramt und blieb bis zu seiner Pensionierung 1982 als Lehrer tätig. Von 1949 bis zum Verbot 1956 war er KPD-Mitglied, seit 1969 bis heute mit einer Unterbrechung von 13 Jahren (1990–2003) ist er aktives Mitglied der DKP. Aufgrund des Radikalenerlasses von 1972 leitete die Regierung von Mittelfranken erstmals 1974 ein Disziplinarverfahren gegen den Beamten ein. Aufgrund öffentlicher Proteste wurde das Disziplinarverfahren ausgesetzt und 1982 nach der Pensionierung wieder aufgenommen. Damit wurde erstmals ein Disziplinarverfahren gegen einen Lebenszeitbeamten eingeleitet. Dieses Geschehen dokumentiert Konrad in seinem Buch Der Fall F. Konrad.

## Veröffentlichungen
- Der Fall F. Konrad. Wie man einem DKP-Mitglied den Beamtenstatus entziehen wollte.  Engstler, Ostheim 2011, ISBN 978-3-941126-18-3

## Konrad in der Literatur
Friedrich Konrad erscheint unter dem Decknamen „Kunsthistoriker“ im Tagebuch aus dem Internierungslager Bystřice u Benešova (1945–1946) von Margarete Schell.